# Yakovlev Yak-50 (1976)
Yakovlev Yak-50 là một máy bay huấn luyện/máy bay biểu diễn nhào lộn một chỗ, được Liên Xô thiết kế chế tạo vào thập niên 1970. Nó được sử dụng để huấn luyện các phi công quân sự lẫn dân sự.

## Lịch sử
Đây là một máy bay một chỗ, vị trí cánh thấp, và được chế tạo hoàn toàn bằng kim loại, hệ thống bánh xe ở thân có thể rút vào được còn bánh xe phụ ở đuôi thì được cố định. Máy bay không được trang bị những cánh tà. Động cơ có thể là Vedeneyev M14P, M14PF hoặc M14R, công suất khoảng từ 360 đến 450 hp. Bộ bánh máy bay, phanh và động cơ được vận hành bởi hệ thống nén khí, được bổ sung bởi một máy nén chạy bằng động cơ. Những thùng nhiên liệu được đặt bên trong thân máy bay ở cuối đuôi. Nó có hệ thống điều khiển rất tốt do hạn chế được những ảnh hưởng của trọng lượng. Khung máy bay cũng và được thiết kế với kiểu dáng nhanh nhẹn - kiểu máy bay này đã 2 lần vô địch thế giới về nhào lộn. Nó được sử dụng để huấn luyện quân sự cho một số quốc gia. Chỉ còn khoảng 40 chiếc hiện nay là còn đủ điều kiện để bay.

## Thông số kỹ thuật

### Đặc điểm riêng
- Phi đoàn: 1
- Chiều dài: 7.8 m (25 ft 7 in)
- Sải cánh: 9.5 m (31 ft 2 in)
- Chiều cao: 3.2 m (10 ft 6 in)
- Diện tích : 15.00 m² (161.4 ft²)
- Trọng lượng rỗng: 765 kg (348 lb)
- Trọng lượng cất cánh: 900 kg (450 lb)
- Trọng lượng cất cánh tối đa: n/a
- Động cơ: 1× động cơ loại Vedeneyev M14P, M14PF hoặc M14R, công suất 269/298/336 kW (360/400/450 hp)

### Hiệu suất bay
- Vận tốc cực đại: 480 km/h (259 knots, 296 mph)
- Tầm bay: 500 km (270 nm, 308 mi)
- Trần bay: 6000 m (19.700 ft)
- Vận tốc lên cao: 17.78 đến 27.94 m/s (3.500 đến 5.500 ft/min)
- Lực nâng của cánh: 60 kg/m² (12.27 lb/ft²)
- Lực đẩy/trọng lượng:

## Nội dung liên quan

### Máy bay có cùng sự phát triển
- Yakovlev Yak-18
- Yakovlev Yak-52

Bản mẫu:Aerobatics